# Tseng
Tseng es un personaje ficticio del juego Final Fantasy VII, y tiene varias apariciones a lo largo de la saga, pero destaca en Final Fantasy VII: Crisis Core, donde es un aliado y amigo del protagonista, Zack Fair.
De piel blanca, pelo moreno con coleta y con un punto en la frente (Típico de la India ), lleva siempre el uniforme de los Turcos, añadiendo unos guantes de cuero negros. Su arma es una pistola, de modelo desconocido, es amigo y aliado durante el juego, aunque de carácter frío y sereno, Tseng es muy fiel a sus amigos, anteponiéndolos a veces a sus órdenes, llega a tener un sentido del humor bastante inteligente en confianza, valora a sus hombres y los tiene en muy alta estima, su lema, y el de la compañía, es por el que se rige toda desobediencia debe ser erradicada.

## Biografía
De edad y origen desconocidos, Tseng empieza siendo un agente normal y corriente de los Turcos, y hace acto de aparición por primera vez (Cronológicamente) en Crisis Core.
La primera misión donde colaboramos con Tseng nos lleva a Banora, donde descubrimos que es muy hábil con la pistola, y que sabe analizar restos humanos. Más tarde en el mismo lugar, Génesis lo deja inconsciente haciendo uso de magia negra.
En el tiempo que dejamos de estar con él, Tseng prepara un bombardeo en Banora, alegando que toda desobediencia debe ser castigada y erradicada, cosa que a Zack no le hace demasiada gracia, pero acata sin rechistar.
Después iremos viendo a Tseng a lo largo de la aventura, bien nos proporcionara información o simplemente le ayudaremos en alguna tarea (Aunque nunca nos escribe, a excepción de Cissnei).
Algunos años después de la muerte de Angeal, Tseng es enviado a proteger y vigilar en las sombras al último cetra del planeta, Aerith Gainsborough, cosa que a Zack Fair, su novio por entonces, no le agrada al principio, pero que acaba comprendiendo y acatando, una vez más.
Cuando Aerith escribe a Zack, Tseng confisca todas las cartas y las almacena en una caja de seguridad, y sigue vigilándola y haciendo de protector durante 4 años, hasta que Zack escapa de Nibelheim y huye a Banora, donde vuelve a escapar, donde dirige su operación de captura. Aunque en el fondo sabía que Cissnei le ayudaba (A Zack), decidió no intervenir, ya que era también su deseo.
Tseng no consiguió capturar a Zack antes que el ejército y este último murió (no sin antes llevarse con él a todo un destacamento de soldados).
Después poco más se sabe de Tseng, en Final Fantasy VII, Tseng es ahora el líder de los Turcos, y en Advent Children aparece solo unos instantes salvando a Rufus Shinra.
- Datos: Q6153545